# Aprostocetus saltus
Aprostocetus saltus är en stekelart som beskrevs av Boucek 1988. Aprostocetus saltus ingår i släktet Aprostocetus och familjen finglanssteklar. Inga underarter finns listade i Catalogue of Life.